# Marcel Gorgori i Argemí
Marcel Gorgori i Argemí (Barcelona, 1968) és un periodista i escriptor català.
Llicenciat en Ciències de la Informació per la Universitat Autònoma de Barcelona va començar la seva carrera a la ràdio, inicialment a la desapareguda Cadena 13, posteriorment com a locutor a Flaix FM, i finalment a Catalunya Ràdio on va començar la seva tasca divulgativa sobre el món de l'òpera.
Posteriorment va entrar a la televisió, primer a Televisió Espanyola i més endavant a Televisió de Catalunya. Els seus inicis van ser darrere les càmeres, en funcions directives a programes com "Un paseo por el tiempo" amb Júlia Otero i "Amb ulls de dona" (TVE) o "Un tomb per la vida" amb el seu mestre Joaquim Maria Puyal, "L'indret de la memòria" i "Per molts anys" (TVC).
Va iniciar la seva faceta com a presentador amb el programa Nit d'Arts dedicat a l'òpera. Després van seguir Va d'òpera  i Nit d'arts: bisos. Posteriorment va crear En clau de vi, programa que tractava el món del vi al Canal 33 de Televisió de Catalunya, del qual en va ser el director i presentador.
Ha posat en marxa com a director artístic, la 1a Setmana gastronòmico-operística “Tasta l'Òpera” a Lleida. És conferenciant habitual en temes d'òpera i el món del vi i dirigeix espectacles operístics per encàrrec en importants auditoris.
A la ràdio ha presentat diverses series de temporades d'Històries de l'òpera a l'emissora Catalunya Música, amb Roger Alier.
És el creador i director de Sopranos i tenors, espectacle concebut per mostrar al públic els diferents tipus de soprano i de tenor que es poden sentir a l'òpera. Ha escrit diversos llibres sobre vi amb col·laboració amb el sommelier Josep Roca i Fontané i llibres sobre òpera com Aquella nit, a l'òpera (2005); Cinc cèntims d'Òpera (2002) i Paraula d'òpera (2003), aquests dos últims escrits conjuntament amb el crític i historiador Roger Alier.

## Llibres
És autor de diversos llibres sobre l'òpera:
- Cinc cèntims d'òpera: Converses d'estiu entre dos amics (2002)
- Va de ópera : La historia de la ópera en 25 charlas (2002)
- Paraula d'òpera (2003)
- Aquella nit, a l'òpera (2005)